# Теозодоны
Теозодоны (лат. Theosodon, от др.-греч. θεός ὀδούς — божественный зуб) — род вымерших млекопитающих из семейства Macraucheniidae отряда литоптерн. Обитали на территории Южной Америки с аквитанского по серравальский век миоцена.

## Описание
Внешний вид теозодонов имел много общего с современными ламами и гуанако, хотя они не были родственником. Теозодоны относились к отряду литоптерн, который доминировал среди млекопитающих Южной Америки вплоть до образования Панамского перешейка, соединившего бывшую до того изолированным континентом Южную Америку с Северной. Это — случай конвергентной эволюции.
По сравнению с другими литоптернами, особенно с макраухениями, у теозодонов был достаточно короткий хобот, несмотря на то, что последние считаются их потомками.
Теозодоны очень любопытны тем, что имели узкую, но длинную нижнюю челюсть с полным комплектом 44 зубов, что является рекордом среди всех плацентарных млекопитающих. Обычно у млекопитающих их гораздо меньше, в особенности у более продвинутых форм.
Длина теозодонов составляла около двух метров при весе в 95,6 кг.

## Образ жизни
Как и их более известные родственники макраухении, теозодоны, должно быть, были исключительно растительноядными существами, как срывавшими различные виды растений, так и просто пасшимися на открытых пространствах и употреблявшими обычную траву.
Несмотря на внушительные размеры, они часто становились добычей плотоядных сумчатых, таких как боргиена. Их численность значительно снизилась после появления на южноамериканском континенте тилакосмилид. Ещё большую угрозу для теозодонов могли бы представлять гигантские плотоядные нелетающие птицы из семейства фороракосовых. Фороракосы и келенкены, к примеру, были достаточно быстры и сильны, чтобы с легкостью расправляться с растительноядными таких размеров, как теозодоны. Тем не менее до сих пор не обнаружена связь между снижением численности теозодонов и увеличением популяции фороракосовых.

## Виды
По данным сайта Fossilworks, род включает 9 вымерших видов:
- Theosodon arozquetai McGrath et al., 2018
- Theosodon fontanae Ameghino, 1891
- Theosodon frenguellii Soria, 1981
- Theosodon garretorum Scott, 1910
- Theosodon gracilis Ameghino, 1891 [syn. Theosodon debilis Mercerat, 1891, Theosodon patagonensis Mercerat, 1891][6]
- Theosodon karaikensis Ameghino, 1904
- Theosodon lydekkeri Ameghino, 1887 [syn. Theosodon frenzeli Mercerat, 1891, Theosodon lallemanti Mercerat, 1891][7]
- Theosodon patagonicum Ameghino, 1891
- Theosodon pozzi Kraglievich & Parodi, 1931